# سيناكديموس
سيناكديموس(Synecdemus أو Synekdemos) (باليونانية: Συνέκδημος)‏ ومرادفه «رفيق السفر» هو نص جغرافي منسوب إلى هيروكليز يحوي جدول التقسيم الإداري للإمبراطورية البيزنطية وقوائم مدنها. يعود تاريخ العمل لعهد جستنيان ولكن قبل عام 535، حيث يقسم 912 مدينة مدرجة في الإمبراطورية بين 64 أبرشية. هذا العمل مع كتاب ستيفانوس البيزنطي كانا المصدرين الرئيسيين لتقسيم قسطنطين السابع الإداري في الثيمات (De Thematibus).
نشر جوستاف بارثي الكتاب في برلين عام 1866 ثم في نص صححه A. Burckhardt في سلسلة Teubner (لايبزيغ ، 1893). أحدث إصدار كان لـ E. Honigmann بعنوان ( Le Synekdèmos d'Hiéroklès et l'opuscule géographique de Georges de Chypre ؛ Brussels، 1939).